# Liste der Baudenkmäler in Köttingen (Erftstadt)
Die Liste der Baudenkmäler in Köttingen (Erftstadt) enthält die denkmalgeschützten Bauwerke auf dem Gebiet von Erftstadt-Köttingen in Nordrhein-Westfalen (Stand: Juni 2024). Diese Baudenkmäler sind in der Denkmalliste der Stadt Erftstadt eingetragen; Grundlage für die Aufnahme ist das Denkmalschutzgesetz Nordrhein-Westfalen (DSchG NRW).

## Baudenkmäler
Die Liste der Baudenkmäler enthält Sakralbauten, Wohn- und Fachwerkhäuser, historische Gutshöfe und Adelsbauten, Industrieanlagen, Wegekreuze und andere Kleindenkmäler sowie Grabmale und Grabstätten, die eine besondere Bedeutung für die Geschichte Erftstadts haben.
Hinweis: Die Reihenfolge der Denkmäler in dieser Liste entspricht der offiziellen Liste und ist nach Bezeichnung, Ortsteilen und Straßen sortierbar.
| Bild                            | Bezeichnung                     | Lage                              | Beschreibung | Bauzeit   | Eingetragen seit | Denkmal- nummer |
| ------------------------------- | ------------------------------- | --------------------------------- | --- | --------- | ---------------- | --------------- |
| weitere Bilder                  | Annakapelle                     | Peter-May-Straße 63a / Waldstraße | Die kleine vierjochige Backsteinkapelle mit einem dreiseitigen Chorabschluss steht auf einem verputzten Sockel. Die Seiten der Kapelle sind durch Lisenen gegliedert, zwischen denen sich in drei der Joche rundbogige Fenster befinden. Über dem an der Westseite gelegenen Eingang steht in einer rundbogigen Nische eine Madonnenfigur. Auf dem mit Schiefer gedeckten Satteldach sitzt ein Dachreiter mit geschweifter Haube. | 1840/1841 | 07.06.1996       | 262             |
| Vierkanthofanlage               | Vierkanthofanlage               | Waldstraße 36                     | Das zweigeschossige Wohnhaus mit Krüppelwalmdach hat zum Innenhof hin zwei Fachwerkseiten, zur Straße zwei Seiten in Backstein mit abgesetztem verputztem Sockel. Die nach außen gewandte Traufseite ist gestaltet durch einen flachen übergiebelten Mittelrisalit mit einem geschweiften spitzbogigen Feld im Giebel. Er wird flankiert von zwei Dachhäuschen. Ein Traufgesims verläuft beidseitig bis zum Mittelrisalit. Ein Gesims trennt Unter- und Obergeschoss, in denen die Fenster regelmäßig angeordnet sind. Eine Backsteinmauer mit Hoftor schließt das Anwesen ab. Die Erbauungszeit des Vierkanthofes im Jahre 1867 ist durch Ankerzahlen angegeben. | 1867      | 27.03.1997       | 290             |
| Jugendzentrum                   | Jugendzentrum                   | Kirchplatz 3/4                    | Das zweigeschossige Backsteingebäude mit Walmdach und Dachgauben wurde als Volksschule errichtet. Die Mitte der dem Kirchplatz zuwandten Seite wird hervorgehoben durch einen übergiebelten Mittelrisalit, in dem der Eingang mit vorgelagerter, dreistufiger Treppe liegt. | 1921      | 20.06.2007       | 353             |
| weitere Bilder                  | Kirche St. Josef                | Otto-Hue-Straße 2                 | Am Kirchplatz, dem Mittelpunkt der neuen von der Wohnungsbaugesellschaft für das Rheinische Braunkohlenrevier erbauten Bergarbeitersiedlung, wurde in den Jahren von 1922 bis 1924 die Kirche St. Joseph mit einem einfachen Hauptschiff und Chorraum sowie einem Seitenschiff nach Plänen des Kölner Regierungsbaumeister Johann Mertznich errichtet. Die bei einem Bombenangriff 1942 ausgebrannte Kirche war 1948 wiederhergestellt. | 1922/24   | 20.06.2007       | 354             |
| Pfarrhaus                       | Pfarrhaus                       | Otto-Hue-Straße 4                 | Das zweigeschossige Backsteingebäude mit Walmdach und Dachgauben wurde als Pfarrerwohnung 1928/29 erbaut. | 1928/29   | 20.06.2007       | 355             |
| 2-geschossiges Backsteingebäude | 2-geschossiges Backsteingebäude | Kirchplatz 1                      | Das am Kirchplatz an den Konsum anschließende zweigeschossige Backsteingebäude wurde als Lehrerwohnung erbaut. | 1923      | 26.09.2007       | 356             |
| 2-geschossiges Backsteingebäude | 2-geschossiges Backsteingebäude | Kirchplatz 2                      | Teil des Volksschulgebäudes, heute Kino im Jugendzentrum | 1923      | 20.09.2007       | 357             |
| Ehemaliger Konsum               | Ehemaliger Konsum               | Kirchstraße 27                    | Das zweigeschossige Backsteingebäude an der Ecke Kirchstraße/Kirchplatz wurde als Konsumgeschäft erbaut, um die Versorgung der Bewohner der neuen Siedlung zu gewährleisten. | 1923      | 26.09.2007       | 358             |
| Backsteingebäude                | Backsteingebäude                | Mittelstraße 2                    | Das Backsteinhaus an der Ecke Mittelstraße/Kirchstraße wurde als erstes Haus am Kirchplatz erbaut. Die Erbauung 1921 ist an der Giebelseite inschriftlich datiert. Durch die Giebelform mit geschwungenen Seiten und Betonung der Spitze sowie durch einen Erker unterscheidet sich das Haus von den übrigen Bauten. | 1921      | 26.09.2007       | 359             |
| Backsteingebäude                | Backsteingebäude                | Mittelstraße 1                    | Das Backsteinhaus mit Walmdach an der Ecke Kirchplatz/Mittelstraße steht auf einem abgesetzten an der Kirchstraße verputzten Sockel. Der ursprüngliche Eingang mit Zugangstreppe liegt in der Mitte des Hauses an der Kirchstraße. | 1923      | 26.09.2007       | 360             |

## Belege
1. ↑  Denkmalliste der Stadt Erftstadt, übermittelt durch die Untere Denkmalbehörde Erftstadt
2. ↑  Frank Bartsch: Kapitel 12.2. Köttingen Kyrionshof. In: Frank Bartsch, Dieter Hoffsümmer, Hanna Stommel: Denkmäler in Erftstadt. Erftstadt 1998-2000
3. ↑  Willy Weyres: Der Kirchenbau im Erzbistum Köln 1920-1931. In: Kunstgabe des Vereins für Christliche Kunst im Erzbistum Köln und Bistum Aachen. 1932. Seite 30
4. ↑  Paul Müller: 50 Jahre St. Josef Köttingen. Liblar 1974 (24 Seiten ohne Paginierung)